# Good Hope Ravine
Die Good Hope Ravine ist ein kurzer Bach an der Ostküste von Dominica im Parish Saint David.

## Geographie
Die Good Hope Ravine entspringt auf der Anhöhe des nordöstlichen Ausläufers des Kraters von Saint Sauveur und ist nach dem gleichnamigen Ort benannt, den sie durchquert. Sie entspringt mit zahlreichen kleinen Quellbächen aus demselben Grundwasserleiter wie die nördlich benachbarte Ravine Bamboo, fließt jedoch direkt nach Osten und biegt nach Süden ab, wo sie den Ort Good Hope durchquert und nahe der Pointe Ste. Claire in der Grand Marigot Bay in den Atlantik mündet.